# Vilarinho dos Freires
Vilarinho dos Freires é uma povoação portuguesa sede da Freguesia de Vilarinho dos Freires do Município de Peso da Régua, freguesia com 8,32 km² de área e 737 habitantes (censo de 2021), tendo, por isso, uma densidade populacional de 88,6 hab./km².
Foi uma importante comenda da Ordem do Hospital de São João de Jerusalém, de Rodes e de Malta, ou, simplesmente, Ordem de Malta, como é hoje mais conhecida esta antiquíssima Ordem Religiosa e Militar. Razão pela qual o brasão autárquico desta freguesia ostenta a cruz da Ordem de Malta em chefe.

## Demografia
A população registada nos censos foi:
| Distribuição da População por Grupos Etários | Distribuição da População por Grupos Etários | Distribuição da População por Grupos Etários | Distribuição da População por Grupos Etários | Distribuição da População por Grupos Etários |
| -------------------------------------------- | -------------------------------------------- | -------------------------------------------- | -------------------------------------------- | -------------------------------------------- |
| Ano                                          | 0-14 Anos                                    | 15-24 Anos                                   | 25-64 Anos                                   | > 65 Anos                                    |
| 2001                                         | 177                                          | 178                                          | 508                                          | 150                                          |
| 2011                                         | 118                                          | 133                                          | 508                                          | 191                                          |
| 2021                                         | 53                                           | 79                                           | 401                                          | 204                                          |

## Património Cultural
- Marco granítico n.º 16
- Marco granítico n.º 17
- Marco granítico n.º 18
- Marco granítico n.º 19
- Marco granítico n.º 20
- Marco granítico n.º 21
- Marco granítico n.º 22 [